# Lausitzer Bergland

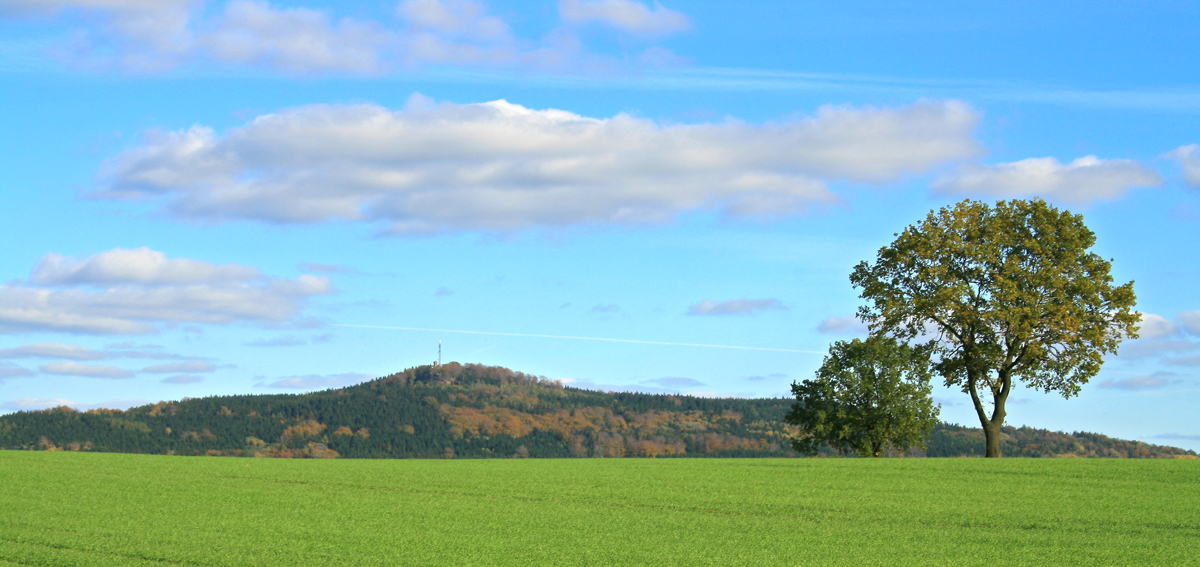
Vy mot bergstoppen Kottmar.

Lausitzer Bergland är en mindre bergstrakt i det historiska landskapet Oberlausitz i sydöstra Tyskland.
Bergstrakten består av tre bergsryggar som sträcker sig från öst till väst med bergstoppar upp till 589 meter över havet. Lausitzer Bergland är främst täckt av skog. Den dominerande bergarten är granodiorit. Bergarten utvinns i olika stenbrott.
I dalgångarna förekommer jordbruk och samhällen.